# 东风水库 (习水)
东风水库是中国贵州省遵义市习水县境内的一座水库，位于赤水河上，建于1973年。水库正常库容为988万立方米，集雨面积为47平方千米，海拔为1127米。

## 地理环境

### 区位
东风水库是全省8座三万亩以上灌溉工程之一，原名下漓河水库，1967年更名为现名。位于县城西南4.5公里的城关镇官坪村，马合公路4公里处分道，经500米单行汽车道抵达库区。
水库大坝建筑在下漓河中游。坝址以上集雨面积46.6平方公里，分水岭海拔高1250米，至1300米，坝址河床处1090米，集雨面积区年平均降雨量1102毫米，年来水量2294.8 万立方米，基流最枯0.15立方米/秒，最大洪水量200立方米/秒。灌溉区域为隆兴、回龙、土城3个区的13个乡，160个村，1079个村民组。

## 历史沿革[2]
该工程于1953年由遵义专员公署勘查队开始勘测设计，1958年11月10日，隆兴区下漓河水库工程指挥部成立，是月14日率1200民工，破土兴建，历经两次下马三次动工，于1973年11月，大坝枢纽全面峻工。1974年春主要干、支渠基本建成，1975年正式投入使用。水库库容1250万立方米，有效库容1038万立方米，设计灌概面积32000亩，有效灌溉面积27000亩。大坝为变园心半径砌石单拱坝，最大坝高46.7米，底厚10.5米，顶厚2米顶弦长82米，弧长101.5米，最大中心角131°53’，最小中心角48°46’，坝厚高比0.22米，坝弦高比1.76米，底层平均半径16.8米，顶层平均半径43.9米。旁侧式溢洪道建于坝左，全长76米，过水断面15米，水深2.8米。放水涵管安置坝轴线右侧1096米，高程处，管长9.6米，内径1200毫米，管厚8毫米，用1200毫米蝴蝶阀启闭。
渠系工程有主干渠1条，长1.12公里，比降1:1000，过水流量4立方米/秒，用石料砌堤，水泥沙浆勾缝踩底；干渠两条，隆兴干渠全长39.86公里，其中短形石渠38.36公里；土渠 1.5公里，过水流量2立方米/秒；回龙干渠，全长37.29公里，属矩形石渠，过水流量2立方米/秒，支渠16条，71.71 公里；斗渠63条，长104.64公里。渠道建筑物有石拱渡槽4座，长128米；圬工连拱槽3座，长130米；钢筋薄壳渡槽4座，长180米；铸铁承插式倒虹管14座，长7670.7米；隧洞 24座，长2902.5米。建有坝后式电站1座，装机容量500千瓦，10千伏输电杆线两条，长20公里，电力提灌11站台，装机484千瓦。管理所建筑面积1760平方米。
1978年3月，经批准进行配套基本建设，隆兴区抽调民工1400余人投入施工，至1981年共完成渠道防渗加固46.84公里，支渠30.7公里，新建管理房2栋300平方米，通讯线路 两条30公里，气象观测站1座。3年中完成投资额117.65万元。1984年12月遵义地区水电局勘测设计院，又对东风水库补配套进行勘测设计上报。1986年9月，省水利厅，遵义地区水电局领导及技术人员一行28人，赴现场审定，批准总投资266万元，后增到517.54万元。是年10月，县人民政府成立了东风水库补配套工程领导小组，下设工程指挥部负责施工管理。整个建设计划1992年底实现。至1990年底已使用投资334万元，完成混凝土与料石勾缝防渗总干渠1条，长1.14公里，干渠2条61.3公里，支渠6条，26.73公里，斗渠4条；完成倒虹管两座，遂洞1座，人行桥1座，电灌站6站，通讯线路1条，生活设施860平方米。
东风水库的建设，跨越了32个年头，国家总投资741.65万元，群众自筹资133.43万元。历经赤水、习水两县人民政府管辖和8次勘测设计，5次兴师，终成大业。